# Süper Lig de 2023–24
A Süper Lig de 2023–24 (oficialmente como Trendyol Süper Lig 2023–24 por motivos de patrocínio) foi a 66ª edição do Campeonato Turco de Futebol, a principal divisão turca, a temporada começou em 11 de agosto de 2023 e terminou em 19 de maio de 2024. O atual campeão foi o Galatasaray.
Pela segunda vez, o Galatasaray se sagrou o campeão da competição, a equipe garantiu o título na última rodada contra o Konyaspor fora de casa, na qual venceu por 3–1 e conquistando o seu vigésimo quarto título em sua história.

## Regulamento

### Sistema de disputa
O Campeonato Turco foi disputado no sistema de pontos corridos, de forma contínua, em turno e returno, sendo 19 (dezenove) jogos de ida e 19 (dezenove) jogos de volta, sagrando-se campeão o clube que acumular o maior número de pontos ganhos em toda a disputa.

### Vagas para outras competições
A classificação de clubes às competições da UEFA (Liga dos Campeões, Liga Europa e Liga Conferência) em 2024–25 observará as situações abaixo identificadas, considerando as vagas previstas: a) O campeão acessará a Liga dos Campeões de 2024–25 na rodada de play-off; b) O vice-campeão acessará a Liga dos Campeões de 2024–25 na segunda rodada pré-eliminatória; c) O 3º colocado acessará a Liga Europa de 2024–25 na segunda rodada pré-eliminatória; d) O 4º colocado acessará a Liga Conferência Europa de 2024–25 na segunda rodada pré-eliminatória.

### Rebaixamento
Os 4 (quatro) últimos colocados na classificação final do campeonato descenderão para a segunda divisão em 2024–25.

### Critérios de desempate
Em caso de empate em pontos ganhos entre 2 (dois) ou mais clubes ao final do campeonato, o desempate, para efeito de classificação final, será efetuado observando-se os critérios abaixo: 1º) maior número de pontos ganhos no confronto direto; 2º) maior saldo de gols no confronto direto; 3º) maior número de gols pró (marcados) no confronto direto; 4º) maior saldo de gols; 5º) maior número de gols pró (marcados); e 6º) Jogo de desempate.

## Participantes
Um total de 20 times disputam a liga, incluindo 17 times que permaneceram da temporada de 2022–23, o Samsunspor, campeão da segunda divisão de 2022–23, o Rizespor, vice-campeão da segundona, e Pendikspor, vencedor do play-off. O Rizespor voltou imediatamente ao topo do futebol turco após uma temporada de ausência, e o Pendikspor está competindo na Süper Lig pela primeira vez em sua história. O Samsunspor voltou à primeira divisão após 11 anos.

### Promovidos e rebaixados
| Pos. | Rebaixados da Süper Lig de 2022–23 |
| ---- | ---------------------------------- |
| 16°  | Giresunspor                        |
| 17°  | Ümraniye                           |

| Pos. | Promovidos da TFF 1. Lig de 2022–23 |
| ---- | ----------------------------------- |
| 1º   | Samsunspor                          |
| 2º   | Çaykur Rizespor                     |
| 3º   | Pendikspor [en] (Play-offs)         |

### Informações dos clubes
| Clube               | Cidade     | Estádio                                  | Capacidade |
| ------------------- | ---------- | ---------------------------------------- | ---------- |
| Adana Demirspor     | Adana      | Novo Estádio de Adana                    | 33,543     |
| Alanyaspor          | Alanya     | Estádio do Colégio Bahçeşehir            | 10,130     |
| Ankaragücü          | Ancara     | Estádio de Eryaman                       | 20,560     |
| Antalyaspor         | Antalya    | Estádio de Antália                       | 32,537     |
| Beşiktaş            | Istambul   | Vodafone Park                            | 42,590     |
| Çaykur Rizespor     | Rize       | Novo Estádio Municipal de Rize           | 15,332     |
| Fatih Karagümrük    | Istambul   | Estádio Olímpico Atatürk                 | 76,761     |
| Fenerbahçe          | Istambul   | Estádio Şükrü Saraçoğlu                  | 47,834     |
| Galatasaray         | Istambul   | Rams Global Stadyumu                     | 52,280     |
| Gaziantep           | Gaziantepe | Estádio de Gaziantepe                    | 33,502     |
| Hatayspor           | Antakya    | Estádio de Hatay                         | 25,000     |
| İstanbul Başakşehir | Istambul   | Estádio Fatih Terim de Başakşehir        | 17,156     |
| İstanbulspor        | Istambul   | Estadio Esenyurt Necmi Kadıoğlu          | 7,500      |
| Kasımpaşa           | Istambul   | Estádio Recep Tayyip Erdoğan             | 14,234     |
| Kayserispor         | Kayseri    | Estádio Kadir Has                        | 32,864     |
| Konyaspor           | Konya      | Estádio Municipal Metropolitano de Cônia | 42,000     |
| Pendikspor          | Istambul   | Pendik Stadium                           | TBA        |
| Samsunspor          | Samsun     | Estádio de Samsun                        | 33,919     |
| Sivasspor           | Sivas      | Novo Estádio 4 de Setembro de Sivas      | 27,532     |
| Trabzonspor         | Trabzon    | Estádio Şenol Güneş                      | 40,782     |

|}

## Classificação
| Pos | Equipe              | Pts | J  | V  | E  | D  | GP | GC | SG  | Classificação ou descenso                                    |
| --- | ------------------- | --- | -- | -- | -- | -- | -- | -- | --- | ------------------------------------------------------------ |
| 1   | Galatasaray (C)     | 102 | 38 | 33 | 3  | 2  | 92 | 26 | +66 | Play-off da Liga dos Campeões da UEFA de 2024–25             |
| 2   | Fenerbahçe          | 99  | 38 | 31 | 6  | 1  | 99 | 31 | +68 | 2ª. Pré-eliminatória da Liga dos Campeões da UEFA de 2024–25 |
| 3   | Trabzonspor         | 67  | 38 | 21 | 4  | 13 | 69 | 50 | +19 | 2ª. Pré-eliminatória da Liga Europa da UEFA de 2024–25       |
| 4   | İstanbul Başakşehir | 61  | 38 | 18 | 7  | 13 | 57 | 43 | +14 | 2ª. Pré-eliminatória da Liga Conferência da UEFA de 2024–25  |
| 5   | Kasımpaşa           | 56  | 38 | 16 | 8  | 14 | 62 | 65 | −3  |                                                              |
| 6   | Beşiktaş            | 56  | 38 | 16 | 8  | 14 | 52 | 47 | +5  | Play-off da Liga Europa da UEFA de 2024–25                   |
| 7   | Sivasspor           | 54  | 38 | 14 | 12 | 12 | 47 | 54 | −7  |                                                              |
| 8   | Alanyaspor          | 52  | 38 | 12 | 16 | 10 | 53 | 50 | +3  |                                                              |
| 9   | Rizespor            | 50  | 38 | 14 | 8  | 16 | 48 | 57 | −9  |                                                              |
| 10  | Antalyaspor         | 49  | 38 | 12 | 13 | 13 | 44 | 49 | −5  |                                                              |
| 11  | Gaziantep           | 44  | 38 | 12 | 8  | 18 | 50 | 57 | −7  |                                                              |
| 12  | Adana Demirspor     | 44  | 38 | 10 | 14 | 14 | 54 | 61 | −7  |                                                              |
| 13  | Samsunspor          | 43  | 38 | 11 | 10 | 17 | 42 | 52 | −10 |                                                              |
| 14  | Kayserispor         | 42  | 38 | 11 | 12 | 15 | 44 | 56 | −12 |                                                              |
| 15  | Hatayspor           | 41  | 38 | 9  | 14 | 15 | 45 | 52 | −7  |                                                              |
| 16  | Konyaspor           | 41  | 38 | 9  | 14 | 15 | 40 | 51 | −11 |                                                              |
| 17  | Ankaragücü          | 40  | 38 | 8  | 16 | 14 | 46 | 52 | −6  | Rebaixamento à TFF 1. Lig de 2024–25                         |
| 18  | Fatih Karagümrük    | 40  | 38 | 10 | 10 | 18 | 50 | 52 | −2  | Rebaixamento à TFF 1. Lig de 2024–25                         |
| 19  | Pendikspor          | 37  | 38 | 9  | 10 | 19 | 42 | 73 | −31 | Rebaixamento à TFF 1. Lig de 2024–25                         |
| 20  | İstanbulspor        | 16  | 38 | 4  | 7  | 27 | 27 | 80 | −53 | Rebaixamento à TFF 1. Lig de 2024–25                         |

1. 1 2  Kasımpaşa terminou à frente do Beşiktaş no confronto direto: Kasımpaşa 2–1 Beşiktaş, Beşiktaş 1–3 Kasımpaşa.
2. ↑  O Beşiktaş se classificou para o Play-off da Liga Europa da UEFA de 2024–25 ao vencer a Copa da Turquia de 2023–24.
3. 1 2  Gaziantep terminou à frente de Adana Demirspor no confronto direto: Gaziantep 2–2 Adana Demirspor, Adana Demirspor 1–6 Gaziantep.
4. ↑  O Kayserispor foi punido pela perca de 3 pontos pelo Club License Board porque não conseguiu atender aos requisitos de licença.[9]
5. 1 2  Hatayspor terminou à frente do Konyaspor no saldo geral de gols.
6. 1 2  Ankaragücü terminou à frente de Fatih Karagümrük no confronto direto: Fatih Karagümrük 1–1 Ankaragücü, Ankaragücü 2–0 Fatih Karagümrük
7. ↑  O İstanbulspor foi punido pela perca de 3 pontos por abandono na partida contra o Trabzonspor.[10]

## Confrontos
| Mandante \ Visitante | ADE | ALA | ANK | ANT | BEŞ | FKA | FEN | GAL | GFK | HAT | İBA | İST | KAS | KAY | KON | PEN | RİZ | SAM | SİV | TRA |
| -------------------- | --- | --- | --- | --- | --- | --- | --- | --- | --- | --- | --- | --- | --- | --- | --- | --- | --- | --- | --- | --- |
| Adana Demirspor      | —   | 4–0 | 1–1 | 2–1 | 4–2 | 1–0 | 0–0 | 0–3 | 1–6 | 0–1 | 2–6 | 2–2 | 1–3 | 0–0 | 3–0 | 3–0 | 2–1 | 2–3 | 4–1 | 1–0 |
| Alanyaspor           | 3–3 | —   | 1–1 | 1–1 | 1–1 | 2–1 | 0–1 | 0–4 | 0–3 | 0–0 | 2–0 | 6–0 | 3–3 | 1–0 | 2–2 | 1–1 | 2–1 | 3–1 | 1–2 | 3–1 |
| Ankaragücü           | 1–1 | 1–1 | —   | 0–4 | 1–1 | 2–0 | 0–1 | 0–3 | 3–1 | 0–0 | 2–1 | 1–1 | 3–1 | 3–0 | 1–1 | 0–0 | 1–1 | 2–0 | 0–0 | 0–1 |
| Antalyaspor          | 2–1 | 0–0 | 1–1 | —   | 3–2 | 2–1 | 0–2 | 0–2 | 1–0 | 2–1 | 0–1 | 2–2 | 0–0 | 1–1 | 1–1 | 1–2 | 0–0 | 2–0 | 2–1 | 1–1 |
| Beşiktaş             | 0–0 | 1–3 | 2–0 | 1–2 | —   | 3–0 | 1–3 | 0–1 | 2–0 | 2–2 | 1–0 | 2–0 | 1–3 | 2–1 | 2–0 | 1–1 | 3–2 | 1–1 | 2–0 | 2–0 |
| Fatih Karagümrük     | 2–0 | 1–1 | 1–1 | 4–1 | 0–1 | —   | 1–2 | 2–3 | 0–3 | 0–0 | 1–1 | 3–0 | 2–3 | 4–1 | 1–1 | 2–0 | 4–0 | 3–1 | 3–0 | 0–0 |
| Fenerbahçe           | 4–2 | 2–2 | 2–1 | 3–2 | 2–1 | 2–1 | —   | 0–0 | 2–1 | 4–2 | 4–0 | 6–0 | 2–1 | 3–0 | 7–1 | 4–1 | 5–0 | 1–1 | 4–1 | 2–3 |
| Galatasaray          | 3–1 | 4–0 | 2–1 | 2–1 | 2–1 | 1–0 | 0–1 | —   | 2–1 | 1–0 | 2–0 | 3–1 | 2–1 | 2–1 | 3–0 | 4–1 | 6–2 | 4–2 | 6–1 | 2–0 |
| Gaziantep            | 2–2 | 0–3 | 0–1 | 1–0 | 2–0 | 3–1 | 0–1 | 0–3 | —   | 1–1 | 0–2 | 2–0 | 2–0 | 1–1 | 1–1 | 2–2 | 2–0 | 1–1 | 1–3 | 1–3 |
| Hatayspor            | 3–3 | 1–1 | 2–1 | 3–3 | 1–2 | 3–1 | 0–2 | 2–1 | 0–0 | —   | 1–2 | 0–3 | 0–0 | 1–2 | 3–1 | 1–1 | 2–0 | 3–0 | 1–1 | 3–2 |
| İstanbul Başakşehir  | 0–0 | 3–2 | 3–3 | 1–0 | 1–1 | 0–2 | 0–1 | 1–2 | 2–0 | 1–0 | —   | 2–0 | 4–1 | 2–3 | 0–1 | 4–1 | 2–0 | 1–0 | 3–1 | 0–1 |
| İstanbulspor         | 0–1 | 0–1 | 2–1 | 1–2 | 0–2 | 1–2 | 1–5 | 0–1 | 1–3 | 2–1 | 0–2 | —   | 1–2 | 1–1 | 0–0 | 2–4 | 0–4 | 1–1 | 1–3 | 0–3 |
| Kasımpaşa            | 2–1 | 2–1 | 3–2 | 3–1 | 2–1 | 1–1 | 0–2 | 3–4 | 4–2 | 3–0 | 0–3 | 3–1 | —   | 3–4 | 0–2 | 1–1 | 2–2 | 1–0 | 0–0 | 1–5 |
| Kayserispor          | 1–1 | 1–0 | 3–2 | 1–1 | 0–0 | 2–2 | 3–4 | 0–0 | 2–0 | 1–1 | 0–0 | 0–1 | 0–2 | —   | 2–2 | 2–0 | 3–1 | 2–1 | 1–3 | 1–2 |
| Konyaspor            | 2–2 | 0–2 | 1–0 | 1–1 | 0–2 | 1–1 | 0–0 | 1–3 | 2–0 | 2–0 | 2–3 | 1–1 | 2–0 | 2–0 | —   | 1–2 | 1–2 | 3–0 | 0–1 | 1–3 |
| Pendikspor           | 2–1 | 1–1 | 1–1 | 0–1 | 4–0 | 1–1 | 0–5 | 0–2 | 2–2 | 1–5 | 2–3 | 1–0 | 3–2 | 1–2 | 0–2 | —   | 2–1 | 1–0 | 2–3 | 0–2 |
| Rizespor             | 1–0 | 0–0 | 2–2 | 3–0 | 0–4 | 1–0 | 1–3 | 0–1 | 3–1 | 2–0 | 3–2 | 1–0 | 0–0 | 3–0 | 0–0 | 5–1 | —   | 1–0 | 1–1 | 1–0 |
| Samsunspor           | 1–1 | 1–1 | 2–1 | 2–0 | 1–2 | 1–0 | 0–2 | 0–2 | 1–2 | 2–1 | 0–0 | 2–1 | 4–2 | 2–0 | 1–1 | 0–0 | 3–0 | —   | 2–0 | 3–1 |
| Sivasspor            | 1–1 | 1–2 | 1–3 | 1–1 | 1–0 | 1–0 | 2–2 | 1–1 | 2–2 | 0–0 | 0–1 | 1–0 | 0–1 | 2–1 | 1–0 | 4–1 | 1–0 | 1–1 | —   | 3–3 |
| Trabzonspor          | 1–0 | 1–0 | 4–2 | 1–0 | 3–0 | 5–1 | 2–3 | 1–5 | 4–2 | 2–0 | 1–1 | 3–0 | 2–3 | 0–1 | 2–1 | 2–1 | 2–3 | 2–1 | 0–1 | —   |

## Estatísticas
Atualizado em 27 de maio de 2024.

### Artilheiros
| Pos. | Jogador          | Equipe                 | Gols |
| ---- | ---------------- | ---------------------- | ---- |
| 1    | Mauro Icardi     | Galatasaray            | 25   |
| 2    | Edin Džeko       | Fenerbahçe             | 21   |
| 3    | Mame Thiam       | Kayserispor/Samsunspor | 18   |
| 3    | Rey Manaj        | Sivasspor              | 18   |
| 5    | Krzysztof Piątek | İstanbul Başakşehir    | 17   |
| 6    | Adam Buksa       | Antalyaspor            | 16   |
| 7    | Paul Onuachu     | Adana Demirspor        | 15   |
| 8    | Aytaç Kara       | Kasımpaşa              | 14   |
| 8    | Denis Drăguş     | Gaziantep              | 14   |
| 8    | Nuno da Costa    | Kasımpaşa              | 14   |

### Assistentes
| Pos. | Jogador             | Equipe              | Assists. |
| ---- | ------------------- | ------------------- | -------- |
| 1    | Dries Mertens       | Galatasaray         | 16       |
| 2    | Dušan Tadić         | Fenerbahçe          | 14       |
| 2    | Haris Hajradinović  | Kasımpaşa           | 14       |
| 4    | Deniz Türüç         | İstanbul Başakşehir | 12       |
| 5    | Sebastian Szymański | Fenerbahçe          | 11       |
| 6    | Edin Višća          | Trabzonspor         | 9        |
| 7    | Alexandru Maxim     | Gaziantep           | 8        |
| 7    | Oğuz Aydın          | Alanyaspor          | 8        |
| 7    | Mauro Icardi        | Galatasaray         | 8        |

### Hat-tricks
| Jogador          | Para                | Contra          | Resultado | Data                   | Ref. |
| ---------------- | ------------------- | --------------- | --------- | ---------------------- | ---- |
| Mame Thiam       | Kayserispor         | Rizespor        | 4–1 (C)   | 21 de outubro de 2023  |      |
| Edin Džeko       | Fenerbahçe          | Pendikspor      | 5–0 (F)   | 29 de outubro de 2023  |      |
| Michy Batshuayi  | Fenerbahçe          | Kayserispor     | 4–3 (F)   | 20 de dezembro de 2023 |      |
| Nuno da Costa    | Kasımpaşa           | Beşiktaş        | 3–1 (F)   | 5 de janeiro de 2024   |      |
| Edin Džeko       | Fenerbahçe          | Konyaspor       | 7–1 (C)   | 10 de janeiro de 2024  |      |
| Marcus Rohdén    | Fatih Karagümrük    | Kayserispor     | 4–1 (C)   | 10 de janeiro de 2024  |      |
| Krzysztof Piątek | İstanbul Başakşehir | Konyaspor       | 3–2 (F)   | 28 de janeiro de 2024  |      |
| Kerem Demirbay   | Galatasaray         | Rizespor        | 6–2 (C)   | 8 de março de 2024     |      |
| Krzysztof Piątek | İstanbul Başakşehir | Adana Demirspor | 6–2 (F)   | 26 de maio de 2024     |      |
| Enis Destan      | Trabzonspor         | Ankaragücü      | 4–2 (C)   | 26 de maio de 2024     |      |

### Poker-tricks
| Jogador      | Para       | Contra       | Resultado | Data                 | Ref. |
| ------------ | ---------- | ------------ | --------- | -------------------- | ---- |
| Cengiz Ünder | Fenerbahçe | İstanbulspor | 5–1 (F)   | 7 de janeiro de 2024 |      |